# 사기스 시로
사기스 시로(일본어: 鷺巣 詩郎, 1957년 8월 29일 ~ )는 일본의 작곡가, 편곡가, 음악 프로듀서이다. 도쿄도 세타가야구 출신이며, 아버지는 만화가로 피 프로덕션 설립자인 우시오소지이다. 장발이 특징.
안노 히데아키의 애니메이션에서 음악을 작업해오고 있다.